# Альфа-клітина
Альфа-клітина — це ендокринна клітина, що входить до складу острівця Лангерганса. Частка альфа-клітин становить 5-20% серед інших клітин острівців (бета, дельта, РР). Альфа-клітини синтезують та секретують пептидний гормон глюкагон, що підвищує рівень глюкози крові та є антагоністом інсуліну.

## Цитологія
Альфа-клітини розташовуються як на периферії так і всередині острівців Лангерганса. Клітини характеризуються наявністю гранул (секреторних везікул) та щільного ядра.

## Фізіологія
Зв'язуючись з рецепторами гепатоцитів, глюкагон активує ензим глікогенфосфорилаза завдяки чому відбувається гідроліз глікогену до глюкози — процес, що має назву глікогеноліз.